# Irma Stern
Irma Stern (* 2. Oktober 1894 in Schweizer-Reneke, Südafrika; † 23. August 1966 in Kapstadt) war eine deutsch-südafrikanische Künstlerin. Sie arbeitete als Malerin und auch als Bildhauerin.

## Leben und Wirken

The golden shawl, Südafrikanische Nationalgalerie

Irma Sterns Eltern waren die deutsch-jüdischen Auswanderer Samuel Stern und seine Frau Henny, geb. Fels. Ihr Vater wurde während des Burenkrieges von den Briten wegen seiner pro-burischen Gesinnung in einem Konzentrationslager interniert. Irma und ihr jüngerer Bruder Rudi wurden deshalb von ihrer Mutter nach Kapstadt gebracht. Sie kehrten von 1901 bis 1909 zurück nach Deutschland und ließen sich in Berlin nieder. In den folgenden Jahren wechselte die Familie ihren Wohnsitz mehrfach zwischen Deutschland und Südafrika: 1909–1911 Rückkehr nach Südafrika, seit Mai 1911 wieder in Deutschland. Seit 1912 besuchte Irma Stern in Berlin die Reimann’sche Kunstschule und seit 1913 gemeinsam mit der Freundin Marianne Brandt die Großherzoglich Sächsische Kunstakademie zu Weimar. Wegen des Ausbruchs des Ersten Weltkriegs und des Ausscheidens ihres Lehrers Gari Melchers wechselte sie nach Berlin und studierte bis 1916 bei Martin Brandenburg in den von Arthur Lewin-Funcke geleiteten „Studien-Ateliers für Malerei und Plastik“.
Ab 1917 pflegte sie eine Künstlerfreundschaft mit Max Pechstein. Wie er wurde sie Mitglied der Novembergruppe und beteiligte sich an deren Ausstellungen. Ihre erste Einzelausstellung hatte Stern 1919 in Berlin (Galerie Fritz Gurlitt). 1920 kehrte Stern mit ihrer Familie nach Kapstadt zurück, hatte dort 1922 ihre erste Einzelausstellung, wurde zunächst als Künstlerin verspottet und abgetan, aber seit Mitte der 1920er Jahre zunehmend anerkannt – nicht zuletzt wegen ihrer Erfolge und Ausstellungen in Deutschland, den Niederlanden und Frankreich.
Im Jahre 1926 heiratete sie ihren ehemaligen Privatlehrer Johannes Prinz, der seit 1923 Professor für Germanistik an der Universität Kapstadt war. 1934 folgte die Scheidung.
Irma Stern unternahm umfangreiche Reisen in Afrika und nach Europa. Nach 1933 wurden ihre Werke in Deutschland nicht mehr ausgestellt, bis eine große Retrospektive 1996/1997 in der Kunsthalle Bielefeld die Künstlerin und ihr Werk auch hier wieder bekannt machte. Insgesamt hatte sie mehr als 100 Ausstellungen in Südafrika und Europa.
Das Irma Stern Museum im Besitz des Irma Stern Trust wurde 1971 gegründet und untersteht der University of Capetown. Es befindet sich in dem Haus, in dem die Künstlerin fast vier Jahrzehnte lang lebte. Sie zog 1927 in The Firs in Rondebosch ein und lebte dort bis zu ihrem Tod. Ihr Atelier und weitere Räume geben eine Vorstellung davon, wie sie zu Irma Sterns Lebzeiten eingerichtet waren. Zu sehen sind wichtige Werke Irma Sterns sowie europäische und vor allem afrikanische Kunst aus ihrer umfangreichen Kunstsammlung. Im Obergeschoss finden Wechselausstellungen zeitgenössischer südafrikanischer Künstlerinnen und Künstler statt.
Dass Irma Stern in Südafrika heute verehrt wird, hat auch damit zu tun, dass sie ihre afrikanischen Modelle ähnlich respektvoll darstellte wie weiße Modelle. Nach ihrem Tod 1966 wurde Sterns Sammlung zum nationalen Erbe Südafrikas erklärt.
Als das Gemälde „Arab Priest“ bei der Versteigerung in London im Frühjahr 2011 mit über 3 Millionen britische Pfund das Doppelte des Schätzpreises erzielte und damit weit mehr als wichtige Arbeiten bekannter Avantgardekünstler aus Europa wie Kurt Schwitters, die Brücke-Maler oder ihr Freund und Förderer Max Pechstein, war das eine Sensation. Auch die Versteigerung von Arab in Black, das für 930.000 Euro einen neuen Besitzer fand, war aufsehenerregend – Irma Stern hatte das Gemälde ursprünglich verkauft, um Nelson Mandelas juristische Verteidigung mitzufinanzieren.

## Rezeption
Irma Stern war Gründungsmitglied der Novembergruppe, eng mit dem Brücke-Künstler Max Pechstein befreundet und wurde in den 1920er-Jahren von den wichtigsten Galerien in Berlin ausgestellt. Mit der Machtübernahme der Nationalsozialist*innen wurde sie als Jüdin verfolgt und ihre expressionistischen Werke als „entartet“ diffamiert. Während Irma Stern in Südafrika als eine der wichtigsten Vertreter*innen der Moderne gilt, ist sie in Deutschland heute kaum noch bekannt. „Sterns Werk ist komplex und von einer unauflösbaren historischen Ambivalenz geprägt:“ Während sie sich als Frau in einem männerdominierten Kunstbetrieb behaupten musste und als Jüdin Ausgrenzung und Antisemitismus erlebte, profitierte sie in Südafrika als weiße Künstlerin von den kolonialistisch-rassistischen Gesellschaftsstrukturen des Apartheidsystems und „inszenierte sich als Kennerin“ Schwarzer Kulturen. Das Berliner Brücke-Museum thematisiert in der Ausstellung „Irma Stern. Eine Künstlerin der Moderne zwischen Berlin und Kapstadt“ (2025) die Ambivalenz dieser Verschränkungen im Diskurs der deutsche Geschichte.

## Ausstellungen
Irma Stern nahm in den 1920er Jahren an zahlreichen Ausstellungen, u. a. in Berlin, Breslau, Brüssel, London, Amsterdam, Paris und Wien und nach dem Krieg bei den Biennalen in Venedig (1948, 1950, 1958) und Sao Paulo (1957), teil. Wichtige Einzelausstellungen sind u. a.:
- Erste Einzelausstellung in der Galerie Fritz Gurlitt, Berlin, 1919
- „An Exhibition of Modern Art by Irma Stern“, Ashbeys Gallery, Kapstadt, erste Einzelausstellung in Südafrika, 1922
- Retrospektive in der Kunsthalle Bielefeld, 1996/1997
- „Irma Stern. Eine Künstlerin der Moderne zwischen Berlin und Kapstadt“, Brücke-Museum, Berlin, 13. Juli bis 2. November 2025

## Sammlungen
Werke von Irma Stern befinden sich in Südafrika in jedem größeren Kunstmuseum.
Bedeutende Werke Irma Sterns zeigen folgende Kunstsammlungen:
- Irma Stern Museum, UCT Collection, Kapstadt, Südafrika
- Südafrikanische Nationalgalerie, Kapstadt, Südafrika
- The Rupert Family Foundation for the Arts, Stellenbosch, Südafrika
- Musée National d’Art Moderne, Centre Georges Pompidou, Paris
- Kunsthalle Bielefeld